# Acacia fauntleroyi
Acacia fauntleroyi là một loài thực vật có hoa trong họ Đậu. Loài này được (Maiden) Maiden & Blakeley miêu tả khoa học đầu tiên.